# Vhong Navarro
Ferdinand Hipolito Navarro, conocido como Vhong Navarro (n. 4 de enero de 1977, Makati) es un actor, cantante y presentador de la televisión filipino.

## Carrera
Formó parte de un grupo de danza llamada Streetboys, Vhong fue descubierto por un director de producciones llamado Chito S. Rono, esto durante su gestión. Entre los productos que trabajó para cortes comerciales publicitarios fueron Sprite, Pop-Cola, Jaguar Jaguar Thug Jeans y Blu Tab. Entre las películas que participó como actor fueron "Gagamboy" (2004) y "Sr. Suave" (2003), en lo que fue nominado como uno de los artistas más importantes de su país. También participó en una serie de televisión difundida por la red televisiva ABS-CBN, serie remakke titulada "TV Lastikman", también en un programa de variedades llamada ASAP. 

## Controversia
El 17 de agosto de 2007, en una conferencia de prensa, Vhong fue noticia de controversia. Pues se sometió a una prueba de ADN, para salir de dudas de una niña que decían que era su hija. Aunque Vhong, solo admitía que tenía un hijo mayor llamado, Vhong Navarro Jr.. Tras la denuncia de su pareja anterior llamada Lapuz, el Tribunal de Justicia de Filipinas, concedió la anulación del matrimonio con la actriz, Lalaine Lapus Bianca, el 9 de julio de 2008. Aunque más adelante la Sucursal 102 de Ciudad Quezón, dictaminó que su pareja anterior, solo sufría un tipo de trastorno psicológico en su personalidad.

## Filmografía

### Películas
| Año  | Título                                       | Personaje                      |
| ---- | -------------------------------------------- | ------------------------------ |
| 2008 | My Only U                                    | Bong                           |
| 2008 | Supahpapalicious                             | Adonis                         |
| 2006 | Agent X44                                    | King (also known as Agent X44) |
| 2005 | D' Anothers                                  | Hesus Resurrection             |
| 2004 | Otso-Otso Pamela One                         | Amboy/Dao                      |
| 2004 | Gagamboy                                     | Junie/Gagamboy                 |
| 2003 | Mr. Suave hoy! hoy! hoy! hoy! hoy! hoy!      | Rico Suave                     |
| 2000 | Daddy O! Baby O!                             | Benny                          |
| 2000 | Anghel Dela Guardia                          | Raphael                        |
| 2000 | Spirit Warriors                              | Thor                           |
| 2001 | Oops Teka Lang Diskarte Ko 'To               | Dencio                         |
| 2001 | Banyo Queen                                  | Pating                         |
| 2002 | May Pag-ibig Pa Kaya?                        | Lesther                        |
| 2002 | Got 2 Believe                                | Rudolph                        |
| 2002 | Cass And Carry:Who wants to be a Billionaire | Carry                          |
| 2002 | JOLOGS                                       | Nicholas/Kulas/                |
| 2003 | Spirits Warriors 2:The Shortcut              | Thor                           |
| 2003 | Keka                                         | Bhong Becina                   |
| 2003 | Pinay Pie                                    | Butch                          |
| 2003 | AsBoobs:Asal Bobo                            |                                |
| 2003 | Utang ng Ama                                 |                                |
| 1998 | Labs Kita...Okey Ka Lang                     | Jason                          |
| 1996 | Istokwa                                      | Seth                           |
| 1994 | Separada                                     | Streetboys                     |
| 1994 | Minsan Lang Kita Iibigin                     |                                |
| 1990 | Tugatog                                      | Seth                           |

### Televisión
| Año  | Título                              | Personaje                      |
| ---- | ----------------------------------- | ------------------------------ |
| 2008 | Pilipinas, Game KNB?                | Host/Himself                   |
| 2008 | I ♥ Betty La Fea                    | Nicolas                        |
| 2008 | I am KC: Love to Dance              | Eman                           |
| 2007 | Mars Ravelo's Lastikman (TV series) | Eskappar/Miguel Asis/Lastikman |
| 2006 | Love Spell:Pasko Na Santa Ko        | Donato                         |
| 2006 | ASAP 07                             | Host/Himself                   |
| 2006 | Gudtaym                             | Host/Himself                   |
| 2004 | Yes Yes Show                        | Host/Himself                   |
| 2004 | MTB Ang Saya Saya                   | Host/Himself                   |
| 2004 | Pirated CD (Celebrity Disguise)     | Host/Himself                   |
| 2003 | Bida si Mister, Bida si Misis       | Bok Tyson                      |
| 2003 | Wazzup Wazzup                       | Host/Himself                   |
| 2001 | Whattamen                           | Elton                          |
| 1999 | Pwedeng-pwede                       | Samson                         |
| 1996 | Super Laff-In                       | Host/Himself                   |
| 1992 | Home Along Da Riles                 | Hercules                       |

- Datos: Q3544156
- Multimedia: Vhong Navarro / Q3544156